# Rainforest
Rainforest es el EP debut del músico estadounidense Clams Casino, lanzado el 27 de junio de 2011 a través de Tri Angle Records. Inicialmente conocido como productor de rap, la música de acompañamiento de Volpe comenzó a ser escuchada por los fanáticos de la música electrónica después del lanzamiento de su mixtape Instrumentals en marzo. Para el EP Rainforest, eligió cinco temas instrumentales que habían sido rechazados por raperos.

## Antecedentes y producción
Clams Casino, nombre real Michael Volpe, comenzó a producir música en 2007. Comenzó a producir para raperos a través de Internet, incluidos Lil B, Havoc y Soulja Boy. Después de que los fanáticos solicitaron versiones instrumentales de las canciones, lanzó el mixtape Instrumentals en marzo de 2011.  Volpe informó que, después del lanzamiento, comenzó a ser visto como un artista por derecho propio en lugar de un productor de rap, diciendo que la música más «texturizada» que produjo fue rechazada por los raperos, pero disfrutada por fanáticos de la música electrónica. Estos instrumentales rechazados aparecieron en Rainforest; Volpe reforzó en un comunicado de prensa que, a diferencia del mixtape Instrumentals, estas pistas siempre existieron como instrumentales.
Volpe quería hacer el extended play (EP) similar al mixtape Instrumentals. Si bien tenía mucha música que quería lanzar, incluir todas estas pistas en el álbum lo haría sentir menos cohesivo; así que eligió cinco temas «realmente fuertes».
Para el EP, Volpe firmó con Tri Angle Records. Después de lanzar Instrumentals, alguien envió el mixtape al sello, quien le envió un mensaje a Volpe en Twitter. Volpe se sorprendió de que el sonido del sello fuera similar a su trabajo y aceptó la oferta. En mayo de 2011, la computadora de Volpe dejó de funcionar y, al no tener una copia de seguridad, perdió cuatro años de trabajo. Volpe señaló en una entrevista con DMY que, si hubiera completado el EP unos días después, «¡no habría sucedido en absoluto!».

## Composición
Steve Shaw de Fact escribió que Rainforest vio a Volpe persiguiendo «un tipo de sonido industrial amazónico recortado», contrario a las «estructuras más rectas» habituales del rap. Jon Caramanica de The New York Times lo describió como «confuso, enloquecedor y también embriagador, lleno de toses, temblores, muestras vocales estriadas y bajos gimientes y mórbidos», siendo el bajo «inusualmente espeso, casi a un nivel de catástrofe», «[moviéndose] con fuerza mientras extiende samples decididamente bonitas y melódicas encima».
Randall Roberts de Los Angeles Times escribió que «Treetop» «es un viaje ácido de National Geographic: cantos de pájaros, croar de ranas y crujidos de insectos canalizados a través de aguas termales» y «Gorilla» «suena como una pista de trip-hop de los 90 atrapada en arenas movedizas».Larry Fitzmaurice de Pitchfork comparó este último con la pista de Instrumentals «Motivation», aunque calificó a «Gorilla» de más introspectivo.

## Liberación y recepción
Volpe anunció el EP el 14 de abril, y Pitchfork estrenó el tema «Gorilla». Después de estar disponible para transmisión semanas antes, Rainforest se lanzó en todo el mundo el 27 de junio de 2011, en formatos de descarga, CD y vinilo; fue el primer lanzamiento oficial de Volpe.  Según el agregador de reseñas Metacritic, Rainforest recibió «críticas generalmente favorables» basadas en una puntuación promedio ponderada de 75 sobre 100 de 6 puntuaciones de críticos.
En septiembre de 2014, SL Jones rapeó sobre Rainforest. El 27 de febrero de 2019, Volpe lanzó una edición de lujo. En su libro Sonic Intimacy de 2017, Dominic Pettman escribió: «Permaneciendo en el ámbito del hip hop, [el EP] es una línea de inspiración sonora especialmente rica para usar la tecnología para provocar o diseñar las voces que desaparecen de entornos en peligro y hábitats». En 2020, «Treetop», «Drowning» y «Gorilla» fueron remasterizados para la compilación Instrumental Relics de Volpe. Ese mismo año, Noah Yoo de Pitchfork nombró a Rainforest uno de los álbumes más esenciales de Tri Angle Records, escribiendo que «los paisajes sonoros aplastados de Rainforest mostraban la brillantez de la que Clams era capaz cuando volaba en solitario».

## Listado de pistas
Todas las canciones escritas y compuestas por Michael Volpe. 
| Lista de canciones de Rainforest |              |          |  |
| N.º                              | Título       | Duración |  |
| 1.                               | «Natural»    | 3:55     |  |
| 2.                               | «Treetop»    | 3:21     |  |
| 3.                               | «Waterfalls» | 3:33     |  |
| 4.                               | «Drowning»   | 3:23     |  |
| 5.                               | «Gorilla»    | 4:18     |  |
| 18:30                            |              |          |  |

| Lista de canciones de Rainforest (Deluxe Edition) |                   |          |  |
| N.º                                               | Título            | Duración |  |
| 6.                                                | «Postlude Part 1» | 0:52     |  |
| 7.                                                | «Postlude Part 2» | 0:46     |  |
| 20:08                                             |                   |          |  |